# Weltenei

Der römische Mithras in der Erscheinungsform von Phanes

Das Weltenei (Welten-Ei) oder Weltei (Welt-Ei), auch kosmisches Ei oder mundanisches Ei, kommt in den Schöpfungsmythen vieler Kulturen und Zivilisationen als eine Art Anfang vor, während dem das Universum oder ein Urwesen  durch „Schlüpfen“ aus dem Ei entsteht, das in einigen kosmogonischen Mythen in den Urgewässern der Erde liegt. Es symbolisiert in den Weltentstehungslegenden vieler indoeuropäischer Kulturen den absoluten Urzustand des Universums, unter anderem in der indischen, griechischen, persischen und den baltischen. Außerhalb des indoeuropäischen Sprachraums kommt es auf dem europäischen Kontinent in der finnischen Mythologie vor, auf dem afrikanischen Kontinent in der altägyptischen hermopolitanischen Kosmogonie sowie in den Mythologien der Bambara und Dogon in Mali. In Asien ist es Teil der Mythologie der Dayak auf Borneo und der chinesischen und japanischen Mythologie, in Ozeanien taucht es in der polynesischen Mythologie sowie in Nordamerika in der Mythologie der Cupeño in Kalifornien auf.
In den Mythologien entspricht das Weltenei dem absoluten Urzustand des Universums, aus dem sich ein Urwesen entwickelte, das oft ein Zwilling oder Zwitter war, oder das in anderer Weise die Vereinigung von zwei komplementären Prinzipien symbolisierte.

## Hinduismus
Das „Gesetz Manus“ (des ersten indischen Gesetzgebers, vgl. Manusmriti) beginnt mit einem Schöpfungsmythos: „Er (Prajapati) hatte den Wunsch, Wesen aller Art aus seinem eigenen Körper hervorgehen zu lassen. Zu diesem Zweck erschuf er durch einen bloßen Gedanken das Wasser und legte seinen Samen darein. Der Same wurde zu einem goldenen Ei (Hiranyagarbha), leuchtend wie die Sonne, und in diesem Ei wurde er selbst geboren als Brahman, der Schöpfer der Welt … Der Göttliche wohnte ein Jahr lang in diesem Ei, dann teilte er es Kraft seines Gedankens in zwei Hälften, und aus den beiden Hälften formte er Himmel und Erde … Indem er seinen eigenen Körper teilte, wurde er halb männlich und halb weiblich …“

## Chinesische Mythologie
In einem chinesischen Weltentstehungsmythos enthielt das Urchaos in der Form eines Hühnereis das kosmische Prinzip Yin und Yang (zwei sich ergänzende Pole, die sowohl Ursprung als auch das Wesen aller Dinge sind). Aus diesem Ei wurde Pangu geboren.
Pangu steht als Weltachse im Mittelpunkt von Himmel und Erde. Seine Gestalt muss anfangs zwergenhaft gewesen sein. Nach 18.000 Jahren lichtete sich das Chaos und zerteilte sich in Yin und Yang (Erde und Himmel). Jeden Tag wuchs der Himmel nach oben und die Erde verfestigte sich und sank nach unten. Im selben Maß wuchs Pangu, bis er nach weiteren 18.000 Jahren zu einem Riesen geworden war, dessen Körper von der Erde bis zum Himmel reichte.
Er beschloss sein Leben durch eine Selbstopferung und bildete aus seinem Körper in einer Kosmogonie das Universum. Sein Odem wurde zum Wind, seine Stimme zum Donner, das linke Auge zur Sonne, das rechte bildete den Mond, aus seinem Leib bildeten sich die vier Pole und die fünf heiligen Berge, sein Blut ergab die Flüsse, Zähne und Knochen ergaben die Metalle, sein Haar die Pflanzen, sein Speichel den Regen und das an ihm haftende Ungeziefer die Menschheit. Aus Samen und Knochenmark wurden Perlen und Jade.

## Japanische Mythologie
Der japanische Mythos der Weltentstehung ist in den frühesten japanischen Chroniken Kojiki (712) und Nihonshoki (720) festgehalten und besitzt chinesische Wurzeln, die auf die Einführung der chinesischen Kultur wie auch auf Einwanderer zurückgehen. Dem Nihonshoki gemäß war die Welt anfangs ein Chaos in Gestalt eines Ur-Eies, in dem Himmel und Erde (bzw. Yin und Yang) noch nicht getrennt voneinander existierten. Nachdem diese Trennung vollzogen war, trieben fisch- oder quallenartige Gebilde auf dem Wasser umher; aus diesen entstanden schilfartige Sprosse und diese wurden zu den ersten Gottheiten. Es gab sechs Generationen von sehr unbestimmt beschriebenen Urgöttern und erst mit der siebten Generation, dem Geschwisterpaar Izanagi und Izanami, setzt die eigentliche mythologische Erzählung ein.

## Zoroastrismus
Plutarch gibt die Lehre der Perser über den Ursprung der Welt wieder. Danach schuf der Gott des Lichtes, Ahura Mazda, die Sterne samt 30 guten Göttern und tat sie in ein Ei. Aber der Gott der Finsternis, Ahriman, erschuf ebenso viele böse Götter, die das Ei auf allen Seiten durchbohrten und hineinschlüpften, „wodurch das Böse dem Guten beigemischt ward und noch ist. Doch werde eine vom Schicksal bestimmte Zeit kommen, wo Ahriman durch Pest und Hunger, die er selbst herbeiführte, vollständig vernichtet werde und verschwinde und die Erde glatt und eben wird, während eine einzige Lebensweise, ein einziger Staat und eine einzige Sprache alle glückseligen Menschen umfasse“. Es wird zwar nicht ausdrücklich gesagt, aber man hat doch den Eindruck, dass der Gott des Lichtes und der Gott der Finsternis beide mit im Weltenei sitzen. Beide sind Söhne des Gottes Zurvan akarana, des „Gottes der endlosen Zeit“, der offenbar ganz speziell mit dem Weltenei zusammenhängt wie Brahman und wie Amun und Protogonos.

## Ägypten
Nach der Lehre der Ägypter (wobei es im alten Ägypten mehrere unterschiedliche Schöpfungsgeschichten gab) ging die Welt aus einem Gänseei als Amun, „der große Gackerer“, hervor. Hymnen preisen ihn als den Allgott, „der (am Anfang der Welt) seinen Samen mit seinem Leib verband, um sein Ei in seinem geheimen Inneren entstehen zu lassen“. „Er bildete sein Ei selbst, der Mächtige …, alle Götter sind entstanden, nachdem er mit sich den Anfang gemacht hatte.“ Er ist der „Allherr, der mit dem Dasein begann“. Als selbst unerschaffener Schöpfer brachte er die Welt durch „Selbstbegattung“
hervor. Er ist – wie Brahman – männlich und weiblich zugleich. Amun gilt als ein besonders geheimnisvoller, verborgener Gott. „Er ist zu gewaltig, als dass … man ihn kennen könnte. Sofort fällt nieder, als ob er tot wäre durch einen Schlag, wer seinen geheimen Namen ausspricht.“

## Griechische und römische Antike

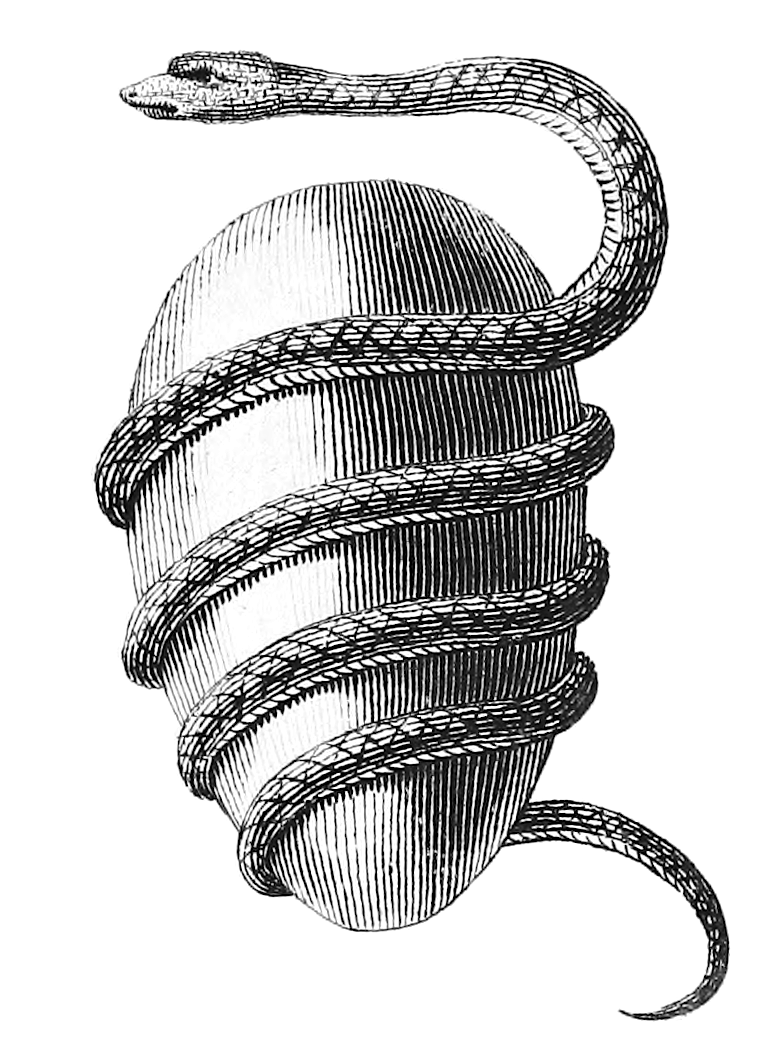
Das orphische Ei. „Ophis et ovum mundanum Tyriorum“. Schlange und Weltenei der Bewohner von Tyrus.

In Griechenland gehört der Mythos vom Welten-Ei zum Dionysoskult. Die heiligen Geschichten dieses Kultes berichten, dass der – mehr oder weniger mit Dionysos identische – Schöpfergott aus einem Ei schlüpfte. So geheimnisvoll sein Wesen ist, so unsicher ist auch sein Name, er heißt Phanes, Protogonos, Eros oder Kronos. Da er selbst unerzeugt ist und vielmehr alles erzeugt, ist er – wie Brahman und wie Amun – männlich-weiblich. Als Eigeborener hat er Flügel. Das Ei wird oft mit einer um es gewundenen Schlange dargestellt. In einem orphischen Hymnos wird er angerufen: „Urwesen, doppelgestaltiger, ätherdurchfliegender Riese, / der du dem Ei entschlüpftest, prangend mit goldenen Schwingen, / brüllend so laut wie ein Stier, du Ursprung der Götter und Menschen …/ seliger, Kluger, an Samen Reicher, besuche voll Freude/ uns, die Kenner der Feiern, zur heiligen, leuchtenden Weihe“ Ähnlich wie der ägyptische Amun gilt auch der orphische Protogonos/Phanes als eine besonders „geheimnisumwitterte Gottheit“. Er zieht den „Kennern der Feier“ den „Schleier der dunstigen Finsternis fort von den Augen“.
Im römischen Mithraskult taucht Mithras in der Erscheinungsform des orphischen Phanes auf. Geflügelt und schlangenumwunden, umgeben von den zwölf Sternbildern des Tierkreises und den aus den vier Himmelsrichtungen blasenden Winden steht er zwischen der unteren und der oberen Hälfte des Welteneies. In der Rechten hält er den herrschaftlichen Donnerkeil, in der Linken die Weltachse.

## Finnland
Im finnischen Nationalepos Kalevala heißt es, dass eine Tauchente ein Ei in den Schoß von Ilmata, der Göttin der Luft, legte. „Die untere Hälfte verwandelte sich /und wurde zur Erde, / und seine obere Hälfte verwandelte sich / und wurde zum Himmel./ Aus dem Dotter wurde die Sonne …,/ und aus dem Weiß wurde der Mond.“.

## Afrika
In der afrikanischen Kosmogonie geht es mehr um die Erschaffung der ersten Menschen und Welterschaffungsmodelle kommen relativ selten vor. Ausnahmen bilden die komplexen Schöpfungsmythen der Dogon in Mali mit dem vom Schöpfergott Amman geschaffenen Weltenei und die Bambara, aus deren Weltenei zwei Zwillingspaare hervorgingen. Die Welt der marokkanischen Gnawa entstand aus einem Schlangenei, das auf dem Urozean schwamm. Ihre kosmogonische Vorstellung prägt die Heilungszeremonie Derdeba.

## Moderne Kosmologie
Das Konzept wurde von der modernen Wissenschaft in den 1930er Jahren wiederentdeckt und in den folgenden zwei Jahrzehnten analysiert. Nach modernen kosmologischen Modellen war vor 13.8 Milliarden Jahren die gesamte Masse des Universums in einer gravitativen Singularität komprimiert, dem sogenannten Kosmischen Ei, von dem aus sich das Universum bis zu seinem heutigen Zustand entwickelte (durch den Big Bang).
Georges Lemaître veröffentlichte 1927, dass sich der Kosmos aus einem Uratom entwickelt habe.
In den späten 1940er Jahren schlugen Ralph Alpher und George Gamow den Namen ylem für den absoluten Urzustand des Universums vor, der zwischen dem Big Crunch des vorangegangenen Universums und dem Big Bang des jetzigen Universums existierte. Ylem ist eng mit dem Konzept der Supersymmetrie verbunden.